# Cục Hàng không Việt Nam
Cục Hàng không Việt Nam (tiếng Anh: Civil Aviation Authority of Vietnam, n.đ. 'Cục Hàng không Dân dụng Việt Nam', viết tắt là CAAV) là cơ quan trực thuộc Bộ Giao thông Vận tải (GTVT), thực hiện chức năng tham mưu, giúp Bộ trưởng Bộ GTVT quản lý nhà nước về hàng không dân dụng trong phạm vi Việt Nam; là Nhà chức trách hàng không Việt Nam theo quy định của pháp luật.

Cục Hàng không Việt Nam thực hiện 27 nhiệm vụ, quyền hạn, như xây dựng, trình Bộ trưởng Bộ GTVT ban hành tiêu chuẩn, định mức kinh tế - kỹ thuật, quy chuẩn kỹ thuật chuyên ngành hàng không dân dụng... và quy định việc áp dụng cụ thể tiêu chuẩn, quy trình kỹ thuật, quy chế khai thác, tài liệu nghiệp vụ phù hợp với pháp luật về hàng không dân dụng.

## Lịch sử
- Ngày 15 tháng 1 năm 1956, Thủ tướng Chính phủ Việt Nam Dân chủ Cộng hòa ký Nghị định số 666/TTg thành lập Cục Hàng không Dân dụng Việt Nam.
- Ngày 11 tháng 2 năm 1976, Hội đồng Chính phủ ra Nghị định số 28-CP về việc thành lập Tổng cục Hàng không dân dụng Việt Nam.
- Ngày 29 tháng 8 năm 1989, Hội đồng Bộ trưởng (nay là Chính phủ), ban hành Nghị định số 112-HĐBT về việc quy định chức năng, nhiệm vụ và bộ máy tổ chức của Tổng cục Hàng không Dân dụng Việt Nam. Nghị định có nêu: Hàng không dân dụng là ngành kinh tế kỹ thuật của Nhà nước; Tổng cục Hàng không Dân dụng là cơ quan trực thuộc Hội đồng Bộ trưởng.
- Ngày 30 tháng 6 năm 1992, Hội đồng Bộ trưởng (nay là Chính phủ) đã ban hành Nghị định số 242/HĐBT về việc thành lập lại Cục Hàng không Dân dụng Việt Nam trực thuộc Bộ Giao thông vận tải và bưu điện.[1] Ngày 6-2-1993, Thủ tướng Chính phủ đã ra Quyết định số 36-TTg về việc ban hành Điều lệ về tổ chức và hoạt động của Cục Hàng không dân dụng Việt Nam.[2]
- Ngày 22 tháng 5 năm 1995, Chính phủ đã có Nghị Quyết số 32-CP về việc chuyển Cục Hàng không Dân dụng Việt Nam trực thuộc Chính phủ[3].
- Ngày 19 tháng 9 năm 2002 Thủ tướng Chính phủ đã có Quyết định số 121/2002/QĐ-TTg Về việc chuyển Cục Hàng không dân dụng Việt Nam vào Bộ Giao thông vận tải[4].
- Ngày 16 tháng 7 năm 2009 Thủ tướng Chính phủ đã có Quyết định số 94/2009/QĐ-TTg quy định chức năng, nhiệm vụ, quyền hạn và cơ cấu tổ chức của Cục Hàng không Việt Nam.[5]

## Cơ cấu tổ chức
Lãnh đạo Cục Hàng không Việt Nam có:
- Cục trưởng:  Uông Việt Dũng
- Phó Cục trưởng: Hồ Minh Tấn, Đỗ Hồng Cẩm
- Các Tổ chức giúp việc cho Cục trưởng:
  - Phòng Kế hoạch - Đầu tư;
  - Phòng Tài chính;
  - Phòng Tổ chức cán bộ;
  - Phòng Quản lý cảng hàng không, sân bay;
  - Phòng Tiêu chuẩn an toàn bay;
  - Phòng Quản lý hoạt động bay;
  - Phòng Vận tải hàng không;
  - Phòng An ninh hàng không;
  - Phòng Khoa học, Công nghệ và Môi trường;
  - Phòng Pháp chế - Hợp tác quốc tế;
  - Thanh tra Cục Hàng không Việt Nam;
  - Văn phòng Cục.

- Đơn vị trực thuộc:
  - Trung tâm Y tế hàng không;

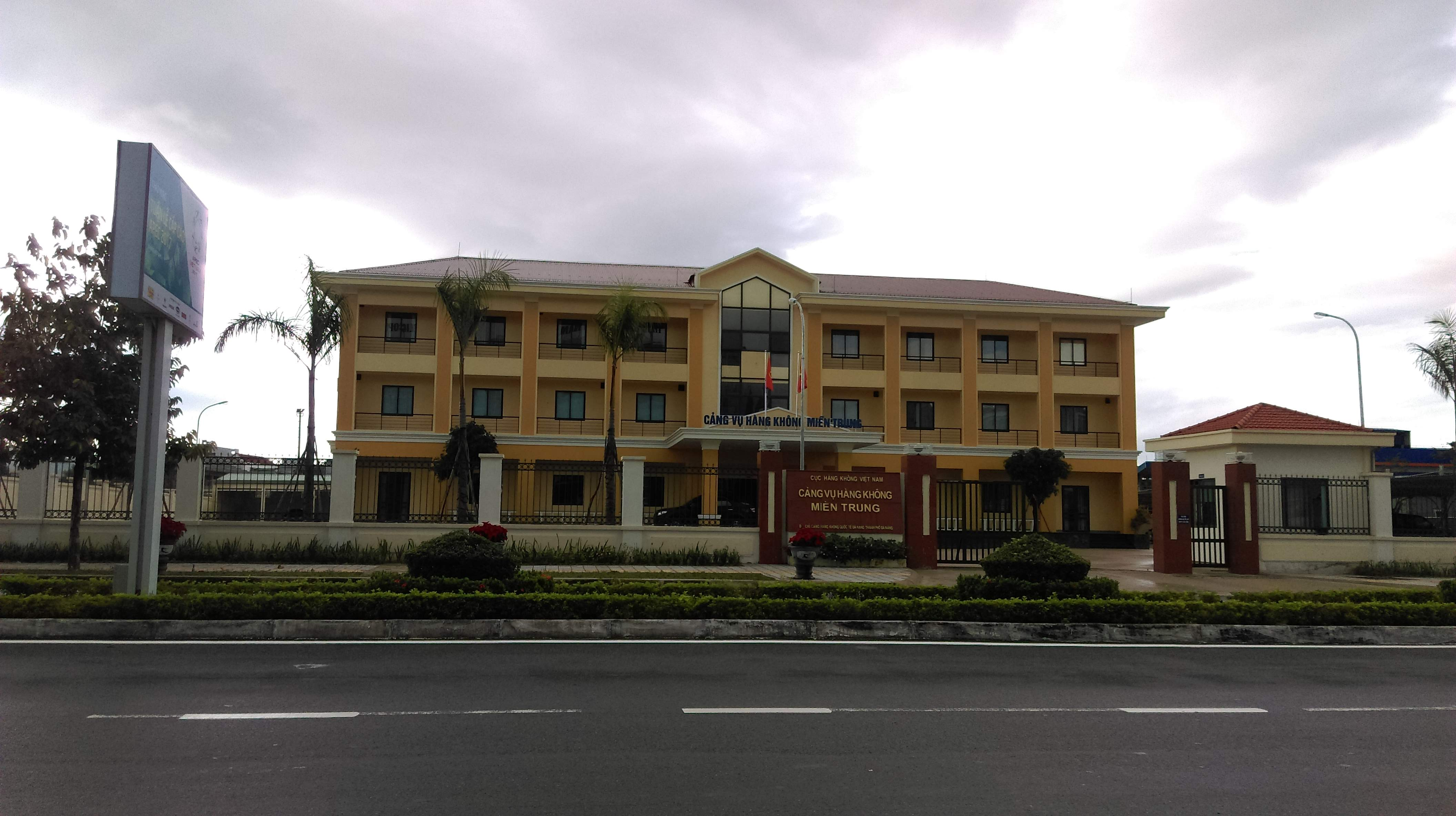
Cảng vụ Hàng không miền Trung, Đà Nẵng.

  - Các Cảng vụ hàng không: Cảng vụ hàng không miền Bắc, Cảng vụ hàng không miền Trung, Cảng vụ hàng không miền Nam.[7]

## Các lãnh đạo

### Thời kỳ 1956-1975
- Đặng Tính, Cục trưởng (1956-1963)
- Phùng Thế Tài, Cục trưởng (1963-1967)
- Đặng Tính, Cục trưởng (1967-1969)
- Lê Văn Tri, Cục trưởng (1969-1974)
- Hoàng Ngọc Diêu, Cục trưởng (1975)

### Thời kỳ 1976-1992
- Phùng Thế Tài, Tổng cục trưởng (1976-1978)
- Hoàng Ngọc Diêu, Tổng cục trưởng (1978-1980)
- Trần Mạnh, Tổng cục trưởng (1980-1987)
- Hoàng Ngọc Diêu, Tổng cục trưởng (1987-1989)
- Nguyễn Hồng Nhị, Tổng cục trưởng (1990-1992)

### Thời kỳ 1993-nay
- Nguyễn Hồng Nhị, Cục trưởng (1993-1998)
- Nguyễn Tiến Sâm, Cục trưởng (1998-2007)
- Phạm Quý Tiêu, Cục trưởng (2007-2012)
- Lại Xuân Thanh, Cục trưởng (2012- 6/2017)
- Đinh Việt Thắng, Cục trưởng (2017-nay)